# Forint
Pour les articles homonymes, voir HUF.
Le forint (« florin ») hongrois (HUF, abréviation Ft) est la devise nationale de la Hongrie depuis le 1er août 1946. Le forint est divisé en cent fillér, quoique les fillér ne soient plus en circulation depuis 1999. Forint est un mot hongrois qui pourrait être traduit par florin, qui en est l'étymologie.
| Date             | 1 EUR  | 1 GBP  | 1 USD  |
| ---------------- | ------ | ------ | ------ |
| 1er janvier 2023 | 398,22 | 451,61 | 374,67 |
| 1er janvier 2022 | 358,37 | 429,27 | 316,59 |
| 1er janvier 2021 | 358,98 | 402,28 | 295,00 |
| 1er janvier 2020 | 334,38 | 393,85 | 301,32 |
| 1er janvier 2019 | 320,17 | 355,46 | 282,00 |
| 1er janvier 2018 | 310,61 | 349,46 | 258,79 |
| 1er janvier 2017 | 309,54 | 362,93 | 294,23 |
| 1er janvier 2016 | 316,08 | 428,59 | 290,97 |
| 1er janvier 2015 | 316,50 | 407,54 | 261.60 |
| 1er janvier 2014 | 297,06 | 388,34 | 247,16 |
| 1er janvier 2013 | 291,27 | 359,01 | 220,83 |
| 1er janvier 2012 | 315,23 | 377,65 | 242,17 |
| 1er janvier 2011 | 277,52 | 323,71 | 207,56 |
| 1er janvier 2010 | 269,83 | 303,61 | 187,99 |
| 1er janvier 2009 | 265,73 | 277,65 | 189,95 |
| 1er janvier 2008 | 254,30 | 344,87 | 172,69 |
| 1er janvier 2007 | 251,63 | 374,80 | 191,07 |
| 1er janvier 2006 | 252,65 | 367,55 | 213,22 |
| 1er janvier 2005 | 244,66 | 346,95 | 180,76 |
| 1er janvier 2004 | 261,83 | 371,59 | 206,83 |
| 1er janvier 2003 | 235,74 | 361,88 | 225,09 |
| 1er janvier 2002 | 244,75 | 395,45 | 271,88 |
| 1er janvier 2001 | 264,58 | 417,70 | 279,62 |
| 1er janvier 2000 | 254,47 | 407,22 | 248,82 |

## Histoire du forint hongrois

### Création (1325-1553)
Traduction de florin, cette monnaie a été amenée de Florence en Italie par le roi Charles Robert de Hongrie. Il fait venir de Florence des maîtres monnayeurs qui s'installent à Körmöcbánya, centre de production d'or. Le forint hongrois dérive du nom florentin fiorino d'oro.
Le roi de Hongrie utilisait le forint d'or hongrois, également appelé ducat körmöc, frappé à partir de 1325 sur le modèle florentin (titre 0,9896, poids total 3,55 grammes). Les florins en or avec le motif florentin ont été adoptés par presque tous les monarques d'Europe, suivant l'exemple du roi de Hongrie. Le forint hongrois en or est toutefois resté une monnaie recherchée, principalement parce que sa qualité n'était pas altérée en cas de turbulences monétaires. Au nord de la ligne Buda-Vienne-Anvers, elle était même contrefaite, ce qui témoigne également de sa popularité.
En 1358, à la suite de plaintes concernant la contrefaçon, Louis Ier a modifié le dessin de la pièce pour adopter l'image de Saint Lazare. Cette pratique a duré jusqu'au règne du roi Rodolphe, après quoi le portrait du roi a été frappé sur les pièces d'or hongroises.

### L’Empire austro-hongrois (1867-1918)
L'unité monétaire utilisée dans l'empire d'Autriche-Hongrie depuis le 11 septembre 1892 était la couronne austro-hongroise (korona en hongrois), première monnaie moderne de la région basée sur l'or. Cette monnaie remplaçait le florin austro-hongrois (forint en hongrois) qui avait cours depuis la création de cette double monarchie en 1867 par l'empereur François-Joseph Ier. Ce dernier était divisé en 100 krajczár (krajcár en hongrois moderne).

### La République de Hongrie (1918-1919)
L’histoire contemporaine de la monnaie hongroise commence au démembrement de l’empire d’Autriche-Hongrie, en novembre 1918. Le 16 novembre, la République Hongroise est proclamée, qui sera de courte durée.

### Le Royaume de Hongrie (1919-1949)
Après une période d’instabilité politique, le régent Horthy à la tête du pays depuis le 1er mars, ratifie le traité de Trianon le 4 juin 1920. Durant cette période la devise officielle du pays est la Couronne austro-hongroise.
La Couronne hongroise a été créée le 4 mai 1921. En raison de l'inflation importante, elle a été remplacée par le pengő, le 4 novembre 1925, au taux de 1 pengő pour 12 500 Couronnes. En 1927, une réforme monétaire institue le pengő, le taux de change est fixé à 12 500 couronnes pour 1 pengő.
À la suite des désastres de la Seconde Guerre mondiale, le pays sombre dans l’inflation galopante, la planche à billet s'emballe, les réformes monétaires se succèdent : en avril 1946 est créé le milpengő (1 × 106 soit 1 million de pengő) ; en juin, le bilpengő (1 × 1012 ou billion de pengő dans l’échelle longue) supplante le milpengő ; le 13 juillet, un décret démonétise le pengő, il est remplacé par l’adópengő (pengő-impôt ou taxe, billion de billions de bilpengő, ou sextillions de pengő dans l’échelle longue, soit 1 × 1036 pengő). Ce dernier est rapidement retiré de la circulation et le 1er août, le forint est introduit : il s’échange contre 400 × 1027 pengő. L’économie se stabilise, la monnaie nationale ne subira plus de profondes réformes.
Pendant la seconde guerre mondiale, les bons de crédit du Reich (XDEK) ont également circulé en Hongrie
Pendant l'occupation soviétique (1945), le pengő de l'Armée rouge (HUR) a circulé avec le rouble soviétique

### La république populaire de Hongrie (1946-1989)
Le forint a été réintroduit au 1er août 1946, après l'hyperinflation de 1945-1946, en remplacement du pengő, au taux de 1 forint = 4×1029 pengő. Cette opération a été organisée par les ministres communistes du gouvernement hongrois. Son succès a facilité la prise de pouvoir par les communistes en 1948-49.
Après sa réintroduction en 1946, le forint resta stable pendant de nombreuses années, mais il commença à perdre sa compétitivité dans les années 1970.
À son introduction en 1946, le forint fut défini comme égal à 0,075 75 gramme d'or, ce qui correspond à un dollar américain pour 11,74 forints selon le taux de conversion de l'étalon-or de Bretton Woods. Cependant, le forint n'était pas une monnaie convertible à cette époque et le commerce international nécessitait un régime de taux de change parallèle dans lequel les taux de change commerciaux de facto différaient, parfois de manière significative, de l'ancrage officiel de la monnaie.
Avec la libéralisation croissante et l'intégration dans les institutions financières internationales dans les années 1980, les taux de change parallèles ont été abandonnés. À partir du 1er octobre 1981, les taux de change par rapport à toutes les monnaies convertibles ont été fixés à 35 forints pour 1 dollar américain, et le forint a ensuite été indexé sur un panier de monnaies composé du dollar américain, du mark allemand, du schilling autrichien, du franc suisse, de la lire italienne, de la livre sterling, du franc français, du florin néerlandais, de la couronne suédoise et du franc belge. À partir de 1986, le panier a été réévalué chaque année en fonction de la part respective de chaque pays dans les exportations et importations combinées de la Hongrie. Une convertibilité limitée a été progressivement introduite lors de la transition vers une économie de marché dans les années 1990, et la convertibilité totale sans contrôle des capitaux a été atteinte en 2001.

### La Troisième République (depuis 1989)

Évolution du taux de change de l'Euro par rapport au forint depuis 1999.

Dans les années 1990, le forint connut une dévalorisation importante. Le tableau ci-dessus montre la variation du forint par rapport aux trois devises suivantes : l'euro, la livre sterling et le dollar américain.
Depuis la fin de la période communiste, le forint est passé par différents régimes de change.
De 1990 à 1995, le forint utilisait un taux ajustable (adjustable peg) par rapport à un panier de monnaies, pondérées par leur importance dans le commerce hongrois,. Entre janvier 1990 et février 1995, le forint fut déprécié à 22 reprises.
À partir du 26 février 1990, le panier était constitué du dollar américain (USD ; 42,6 %), du mark allemand (DEM ; 25,6 %), du schilling autrichien (ATS ; 10,4 %), du franc suisse (CHF ; 4,9 %), de la lire italienne (ITL ; 3,8 %), du franc français (FRF ; 3,5 %), de la livre sterling (GBP ; 2,9 %), de la couronne suédoise (SEK ; 2,0 %), du florin néerlandais (NLG ; 1,7 %), du mark finlandais (FIM ; 1,5 %) et du franc belge convertible (BEC ; 1,1 %). Le nombre de monnaies passa de 11 à 9 le 14 mars 1991 : dollar américain (50,9 %), mark allemand (23,1 %), schilling autrichien (8,1 %), franc suisse (3,9 %), lire italienne (3,5 %), franc français (3,6 %), livre sterling (2,7 %), couronne suédoise (1,5 %), florin néerlandais (2,7 %). Le 9 décembre 1991, le panier de monnaie fut réduit au dollar américain et à l'ECU (XEU ; le prédécesseur de l'euro), tous deux avec un poids de 50 %.
Une première marge de variation, de ± 0,3 %, fut mise en place le 1er juillet 1992. Le mark allemand remplaça l'ECU dans le panier de monnaies le 2 août 1993, avec le même poids de 50 %, tandis que le dollar américain conserva son poids de 50 %. Ce dernier fut réduit à 30 % le 16 mai 1994 tandis que les 70 % restant revinrent à l'ECU. La marge de variation fut ensuite élargie à trois reprises au cours de l'année 1994 : tout d'abord à ± 0,5 % le 1er juin, puis à ± 1,25 % le 5 août et enfin à ± 2,25 % le 22 décembre.
En mars 1995, le forint est passé à un système de change à crémaillère (crawling peg) pré-annoncé, avec une bande à ± 2,25 %. Le taux de dévaluation de la monnaie fut initialement fixé à 1,9 % par mois, puis progressivement réduit jusqu'à atteindre 0,5 % par mois en 1999. L'ECU, le mark allemand puis l'euro (après 1999) comptaient pour 70 % tandis que le dollar américain ne comptait plus que pour 30 %. À partir de janvier 2000, le forint n'était plus lié qu'à l'euro. Le 4 mai 2001, la bande fut élargie à ± 15 %,.
Le 1er janvier 1997, le mark allemand remplaça à nouveau l'ECU dans le panier de monnaies, héritant de ses 70 %, puis l'euro remplaça le mark allemand le 1er janvier 1999, sans changement en ce qui concerne le dollar américain, resté à un poids de 30 % pendant toute cette période.
Le panier fut finalement réduit au seul euro le 1er janvier 2000. La bande fut élargie une dernière fois le 4 mai 2001 pour atteindre ± 15 %. En septembre 2001, le forint passa à un système de zone cible, un système similaire à celui du MCE II. Le forint pouvait alors varier dans une bande de ± 15 % autour du cours pivot de 1 EUR = 276,10 HUF. Le cours pivot fut modifié en 2003 pour 1 EUR = 282,36 HUF.
Le 26 février 2008, le forint changea pour un régime de cours flottant,, toujours en place en 2024.
Depuis l’introduction de l’euro et ensuite lors de l’adhésion de la Hongrie à l'Union européenne, la Hongrie avait opté pour une politique de stabilité du forint a maintenu une stabilité officielle avec la monnaie commune européenne autour d’un pivot moyen de 256 forints pour un euro. Toutefois, cette politique officielle a été suspendue en fin février 2008 face aux difficultés d’obtentions de crédits internationaux sur le marché des devises. Depuis cette date, la volatilité du cours s’est légèrement accrue, le cours est redevenu flottant sur les marchés mais reste encore maintenu a posteriori en fonction des évolutions pour contenir le risque inflationniste sur les produits importés depuis l’Union et assurer les paiements extérieurs notamment vers les pays utilisant ou liés au dollar américain. Cette décision suspend l’adhésion initialement prévue par le MCE II qui était nécessaire pour l’adhésion future de la Hongrie à la monnaie unique prévue dans le traité d’adhésion.

## Billets de banque en circulation
Les billets hongrois ont tous les mêmes dimensions : 154 mm × 70 mm. La conception et la réalisation sont l’œuvre de Károly Vagyóczky, l’impression est réalisée par la société Pénzjegynyomda Rt.

### 200 forints (1998)
Le billet de 200 forints a été émis par la Magyar Nemzeti Bank le 1er mai 1998.
Portrait du roi Charles Ier Robert d’Anjou (Róbert Károly) (1288-1342),  il monte sur le trône de Hongrie en 1308, mettant fin ainsi à la dynastie des Árpád, il fit de son royaume une puissance militaire respectée et agrandit la superficie du pays. Sur la gauche, les armoiries de la république. Au verso, représentation du château de Diósgyőr construit au XIIIe siècle en 1271 près de Miskolc.
Étant donné la courte durée de vie des billets, depuis le 15 novembre 2009 il a été complètement remplacé par des pièces de 200 forints.
Il était possible d'échanger les billets de 200 forints à la banque centrale de Hongrie jusqu'au 1er septembre 2019.

### 500 forints (1998 et 2001)
Le billet de 500 forints a été émis par la Magyar Nemzeti Bank les 1er décembre 1998 et 1er février 2001.
Portrait du prince de Transylvanie Ferenc Rakóczi II (27 mars 1676 – 8 avril 1735). Profitant de l’engagement de l’Autriche dans la guerre de succession d’Espagne (1703), appuyé et abandonné par la France de Louis XIV, il encouragea une révolte contre les Autrichiens et leur tint tête jusqu’en 1708 (défaite de Trencsén/Trenčín), il fut un précurseur de l’indépendance de la Hongrie. Au dos du billet, une représentation du château familial surplombant la ville de Sárospatak, domaine familial depuis 1616.

### 1 000 forints (1998 et 2000)
Le billet de 1 000 forints a été émis par la Magyar Nemzeti Bank les 1er septembre 1998 et 1er novembre 2000.
De face légèrement de profil, le souverain éclairé Mathias Corvin (23 février 1440 – 6 avril 1490),  régent de Hongrie de 1446 à 1453, il est couronné en 1458. La cour de Mathias à Buda devint un grand centre intellectuel et sa bibliothèque, connue sous le nom de Bibliotheca Corvina, était célèbre pour sa collection de manuscrits rares. Mathias introduisit l'imprimerie en Hongrie; il fit venir des savants italiens à Buda, fonda une université à Pozsony (aujourd'hui Bratislava, en Slovaquie). Il réforma le système judiciaire et réduisit sa dépendance à l'égard de l'aristocratie en créant une armée de mercenaires. Comme il n'avait pas d'héritier légitime, l'empire de Mathias Ier se désintégra après sa mort, à Vienne, le 6 avril 1490. Au verso, la fontaine d’Hercule, chef-d’œuvre unique d'art de la Renaissance hongroise, représentant le combat mythologique entre l'Hydre et Hercule. La fontaine trône au centre de la cour du palais du roi Mathias à Visengrad.

### 2 000 forints (1998 et 2017)
Un billet de 2 000 forints a été émis par la Magyar Nemzeti Bank le 2 février 1998.
Portrait du prince de Transylvanie Gábor Bethlen (1580-1629), règne à partir de 1613, il se rangea aux côtés des Habsbourg lors de la guerre de Trente ans (1618-1648) espérant obtenir une large autonomie pour son peuple tiraillé par les Turcs et les Autrichiens. Souverain érudit, il sut manipuler habilement Autrichiens et Turcs, préservant ainsi une large autonomie, il entreprit la construction d’une académie des Sciences. Au verso, une scène représentant le prince entouré de scientifiques.
Le nouveau billet de 2 000 forints a été introduit par la Magyar Nemzeti Bank le 1er mars 2017. Il présente toujours le portrait du Prince Gábor Bethlen au recto, ainsi que celui-ci entouré de ses scientifiques au verso.

### 2 000 forints (2001)
Un billet de 2 000 forints commémoratif pour le nouveau millénaire a été émis par la Magyar Nemzeti Bank le 1er janvier 2001.
Billet de banque commémorant, le millénaire du couronnement d’Étienne Ier Arpad (1er janvier 1001),  premier souverain de Hongrie, au premier plan, la couronne de saint Étienne (décorée de perles et de pierres précieuses, la couronne est ornée des portraits de Géza Ier, roi de Hongrie (1074-1077) qui régna sous la protection de Byzance en la personne du basileus Michel VII Doukas donateur. Au verso, l’intronisation du roi Étienne, le pape Sylvestre II sacrant le nouveau souverain, qui fut par la suite canonisé.

### 5 000 forints (1999 et 2017)
Le billet de 5 000 forints a été émis par la Magyar Nemzeti Bank le 1er avril 1999.
Au premier plan, le portrait du comte István Széchenyi (1791-1860). Sensible aux idées de la Révolution française, elle eut pour conséquence indirecte d’insuffler un renouveau au nationalisme magyar. Le mouvement libéral, dirigé par des hommes tels que le comte István Széchenyi, József Eötvös, Ferenc Deák, Lajos Kossuth et Lajos Batthyány, s’accompagnant d’une grande effervescence littéraire. L’égalité devant la loi et devant l’impôt, ainsi que la fin des privilèges étaient parmi les principales revendications des libéraux. Ces derniers remportèrent une victoire décisive aux élections de la Diète en 1847. Sous la pression populaire, l’Autriche autorisa la constitution d’un gouvernement autonome dirigé par le comte Batthyány au poste de Premier ministre. Ce gouvernement libéral fut emporté lorsque Lajos Kossuth, alors ministre des finances, tenta d’obtenir l’indépendance par la force des armes. Au dos du billet, la résidence du comte  Széchenyi à Nagycenk (domaine familial depuis 1600).
Le nouveau billet de 5 000 forints a été introduit par la Magyar Nemzeti Bank le 1er mars 2017. Il présente toujours le portrait du comte István Széchenyi au recto, ainsi son manoir situé dans la ville de Nagycenk au verso.

### 10 000 forints (1997)
Le billet de 10 000 forints a été émis par la Magyar Nemzeti Bank le 1er juillet 1997.
Étienne Ier, saint (v. 969-1038),  monarque hongrois, premier roi de Hongrie de 1001 à 1038, premier monarque de la dynastie des Arpad (règne jusqu’en 1301). Chef des tribus hongroises en 997 succédant à son père Géza, le prince Vajk, entreprend d’intégrer son peuple pacifié au sein de l’Europe, lors de son couronnement il reçoit du pape Sylvestre II une splendide couronne et se voit décerner le titre de majesté apostolique. Canonisé en 1083, Étienne est devenu le saint patron de la Hongrie (se fête le 20 août dans le pays et le 16 août dans le reste de l’Europe). Au verso une vue de la ville d’Esztergom, qui fut autrefois la capitale de la Hongrie et le siège de la première Église chrétienne de Hongrie. Saint Étienne Ier, roi de Hongrie, y naquit et y fut couronné.

### 20 000 forints (2001)
Le billet de 20 000 forints a été émis par la Magyar Nemzeti Bank le 1er décembre 2001.
Au premier plan, portrait de l’homme politique Ferenc Deák (17 octobre 1803 – 27 janvier 1876), chef de file des nationalistes Hongrois modérés, obtient le poste de ministre de la justice dans le gouvernement libéral du comte Batthyány, en 1848. Hostile à toute sécession violente, il quitte ses fonctions quand Lajos Kossuth, fomente la révolution armée. Après la contre-révolution de 1849, il n’occupe plus aucune charge administrative et fonction politique. Les défaites successives de l’empire austro-hongrois (1859 contre l’Italie et 1866 contre la Prusse), encouragent l'empereur François-Joseph Ier d'Autriche à entamer des négociations. La réflexion de Ferenc Deák influence profondément les rédacteurs du texte final du Compromis austro-hongrois de 1867 qui institue une double monarchie, autrichienne et hongroise. Désormais, la Hongrie est régie par la Constitution de 1848 rétablie, elle possède un gouvernement indépendant et seuls les ministères des Affaires étrangères, des Finances et de la Guerre sont communs avec l'Autriche. Refusant la présidence du Conseil du nouveau royaume de Hongrie (charge qui revient au comte Andrassy), Ferenc Deák retourne à la vie privée. Au verso, représentation de la vieille maison communale.

## Galerie de photos
Toutes les coupures font 154 × 70 mm en taille.
Recto

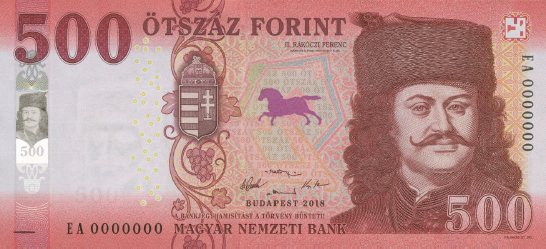
500 forints
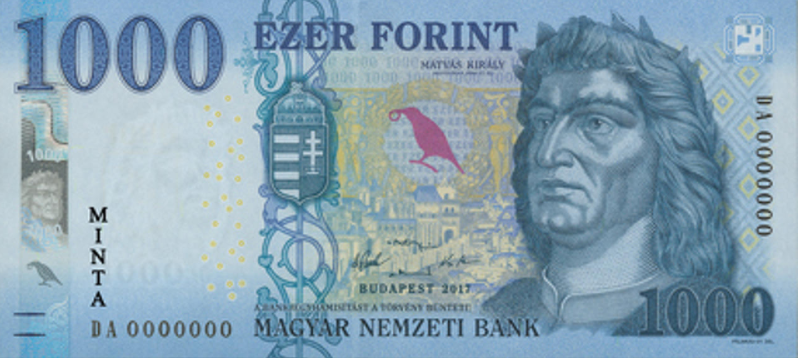
1000 forints
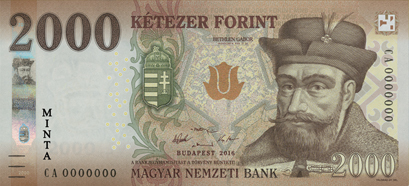
2000 forints
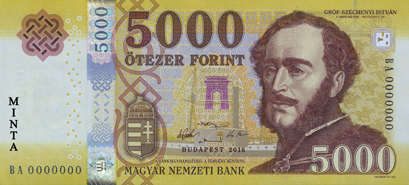
5000 forints
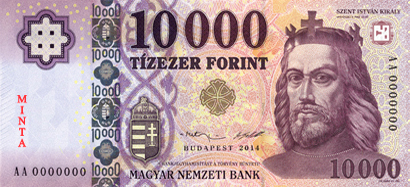
10000 forints
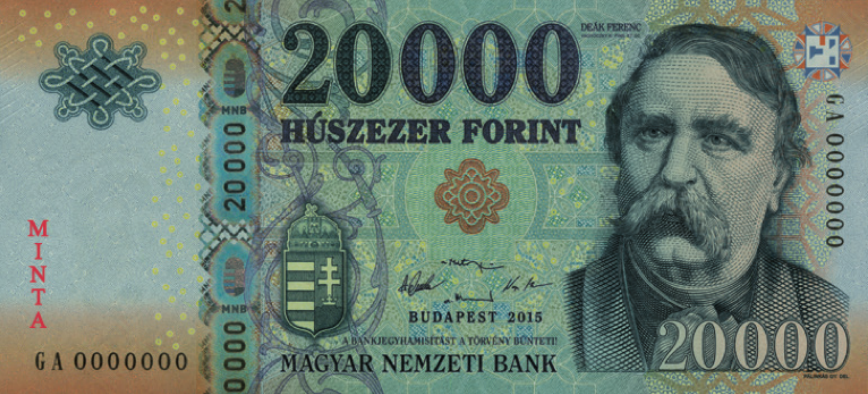
20000 forints

Verso

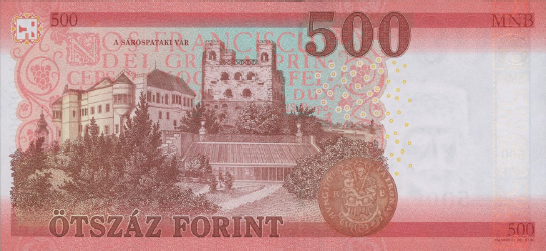
500 forints
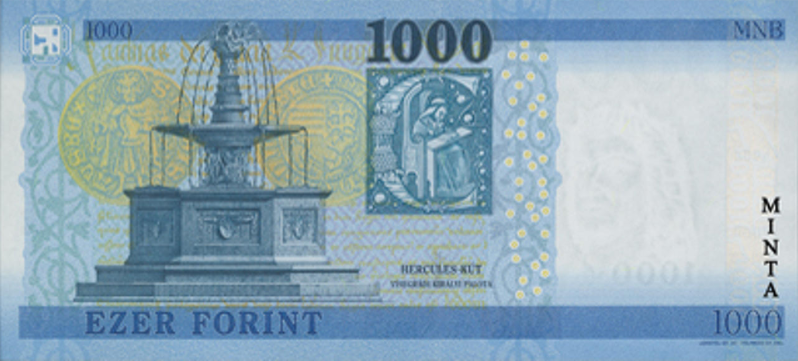
1000 forints
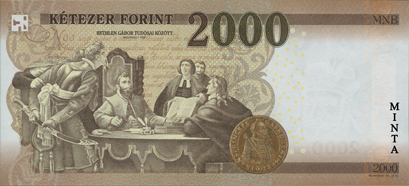
2000 forints
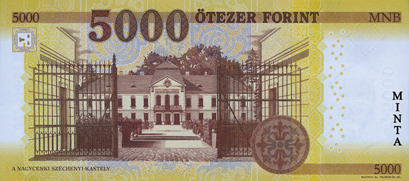
5000 forints
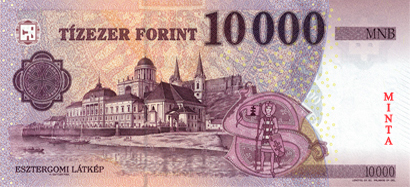
10000 forints
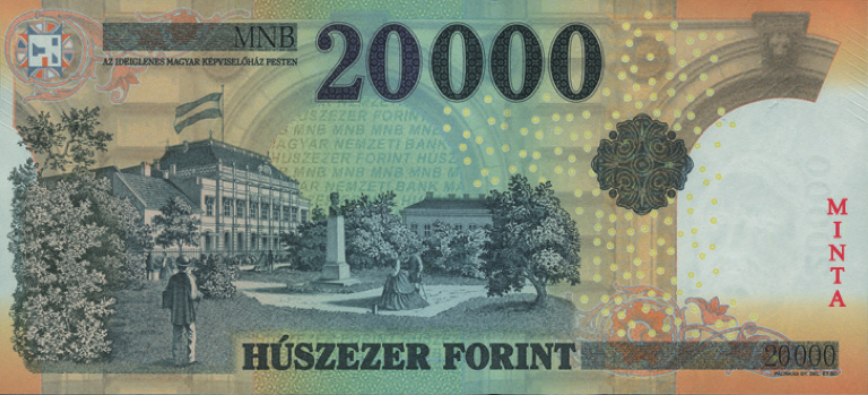
20000 forints

#### Banque nationale hongroise
- (en + hu) Pièces en circulation
- (en + hu) Billets en circulation
- (en + hu) Taux de change officiel quotidien

#### Autres
- (en + hu) bankjegy.szabadsagharcos.org Catalogue des billets de banque hongrois
- (en + hu) www.numismatics.hu Site numismatique hongrois
- (en + hu) papirpenz.hu Les billets de banque hongrois en images
- (en + hu + fr) www.eremgyujtok.hu Société hongroise des collectionneurs de pièces de monnaie
- (en + hu) aes.iupui.edu/rwise Les billets de banque hongrois en images – site de Ron Wise sur la monnaie papier dans le Monde
- (en + hu) Hungarian banknotes Les billets de banque hongrois en images – Images en haute résolution